# Pangkalan Panduk
Pangkalan Panduk is een bestuurslaag in het regentschap Pelalawan van de provincie Riau, Indonesië. Pangkalan Panduk telt 1145 inwoners (volkstelling 2010).